# Kultryck
Kultryck är den del av släpvagnsvikten som en släpkärra eller husvagn vertikalt belastar dragfordonets dragkrok med.
Det är viktigt se till att ha rätt kultryck vid lastning av släpkärra eller husvagn. Har man för lågt eller negativt värde finns det risk för att man får självsvängning eller det man brukar kalla att det börjar wobbla.
I registreringsbeviset finns angivna värden för vad kultrycket ska vara vid olastat släpfordon (Tjänstevikt). 
Kultryck räknas som last på dragfordonet vid lastberäkning.